# Marina Ama Omowale Maxwell
Marina Ama Omowale Maxwell, còn được gọi là Marina Maxwell và Marina Maxwell Omowale, là một nhà viết kịch, biểu diễn và nhà thơ Trinidadian. Liên kết với Phong trào Nghệ sĩ Caribbean ở London vào cuối những năm 1960, làm việc với Edward Kamau Brathwaite, trở lại vùng Caribbean, cô chịu trách nhiệm phát triển Nhà hát Yard, là "một nỗ lực đặt nhà hát Tây Ấn vào cuộc sống của người dân [...] tìm thấy nó ở nơi mọi người sinh sống. "  Khái niệm "sân khấu" được Brathwaite coi là một cuộc cách mạng bởi vì nó không chỉ bác bỏ các truyền thống của nhà hát Âu Mỹ thuộc địa mà còn cung cấp một sự thay thế sáng tạo địa phương.

## Tiểu sử
Sinh ra ở San Fernando, Trinidad, cô đã có bằng cử nhân và thạc sĩ (Xã hội học) và bằng thạc sĩ tại Đại học bang Michigan.
Ở Luân Đôn trong những năm 1960, cô đã liên kết với Phong trào Nghệ sĩ Caribbean (CAM), trong đó cô là cựu thư ký, và tham gia vào năm 1967 trong hội nghị chuyên đề CAM mang tên "Nhà hát Tây Ấn" tại Trung tâm Sinh viên Tây Ấn ở London. Trở lại vùng biển Caribbean, cô thành lập Nhà hát Yard, từ chối các quy tắc và địa điểm sân khấu hiện có và thay vào đó là các vở kịch ở sân sau ở Kingston, Jamaica. Nhà hát Yard của Maxwell đã được mô tả là "một trong những thí nghiệm quan trọng nhất trong việc di chuyển hiệu suất nhà hát đến các địa điểm phù hợp văn hóa hơn. Hoạt động được vài năm vào cuối những năm 1960 và đầu những năm 1970, Nhà hát Yard có nghĩa đen là một sân chứ không phải là một tòa nhà đối với người dân trên đường phố, những tầng lớp nghèo không có quyền truy cập vào một nhà hát chính thức thường tách biệt dọc theo dòng chủng tộc và các giới giàu." 
Maxwell là tác giả của một số cuốn sách thơ, tiểu thuyết và phi hư cấu, và cũng đã đóng góp các bài báo và đánh giá cho các ấn phẩm khác nhau.
Bà đã từng là chủ tịch của Hội Nhà văn Trinidad và Tobago (WUTT).

## Tác phẩm
- "Hướng tới một cuộc cách mạng trong nghệ thuật", Savacou 2 (tháng 9 năm 1970), trang 9 - 32.[9]
- Về việc kinh doanh của chúng tôi, Ấn phẩm Núi Trống, 1981
- Chopstix trong Mauby: Một tiểu thuyết của chủ nghĩa hiện thực huyền diệu, Peepal Tree Press, 1997, ISBN 978-0948833960
- Nhiều thập kỷ đến Ama, Peepal Tree Press, 2005, ISBN 978-1845230173